# Всеобщая музыкальная газета (1798—1882)
Всеобщая музыкальная газета (нем. Allgemeine Musikalische Zeitung, AMZ) — еженедельное издание, посвящённое академической музыке и выходившее в Лейпциге на немецком языке в 1798—1882 гг. (с перерывом в 1848—1862 гг.). Была основана писателем Иоганном Фридрихом Рохлицем и издателем Готфридом Кристофом Гертелем и выходила в издательстве «Брайткопф и Гертель».
Э. Т. А. Гофман дебютировал как писатель рассказом «Кавалер Глюк», опубликованным во «Всеобщей музыкальной газете». Там же он стал подписываться «Амадей» вместо «Вильгельм». Многие тексты Гофмана, помещённые в газете, впоследствии вошли в сборник «Фантазии в манере Калло» (1814).
В 1860 г. Зельмар Багге основал в Вене «Немецкую музыкальную газету» (нем. Deutsche Musikzeitung), пользовавшуюся определённым успехом, и это побудило издательство «Брайткопф и Гертель» возобновить прежнее издание и пригласить Багге в качестве редактора. Не добившись финансового успеха, в 1868 г. «Брайткопф и Гертель» продало права на издание фирме Ритер-Бидермана.
Среди корреспондентов газеты были, особенно на позднем этапе, значительные музыковеды — в частности, Эдуард Ганслик, Филипп Шпитта, Мартин Густав Ноттебом, Хуго Риман, Гвидо Адлер.

## Редакторы
- Иоганн Фридрих Рохлиц (1798—1818)
- Готфрид Вильгельм Финк (1827—1842)
- Карл Фердинанд Беккер (1843)
- Мориц Гауптман (1842—1846)
- Иоганн Христиан Лобе (1846—1848)
- Зельмар Багге (1863—1868)
- Аррай фон Доммер (июль-октябрь 1868)
- Фридрих Хризандер (1868—1871)
- Йозеф Мюллер (1871—1875)
- Фридрих Хризандер (1875—1882)